# Terre de Gustave V
La terre de Gustave V est un territoire administratif norvégien situé sur l'île de la terre du Nord-Est, au Svalbard. Constituant la partie occidentale de l’île, elle est délimitée au sud par le Wahlenbergfjorden, et à l'est par la vallée de Rijpdalen et le Rijpfjorden. La terre de Gustave V est principalement couverte par des glaciers, dont le Vestfonna qui en est le plus grand. Elle comprend l'archipel de Russøyane.
Ce territoire est nommé d'après Gustave V de Suède, qui a régné de 1907 à 1950.